# Fusaïole

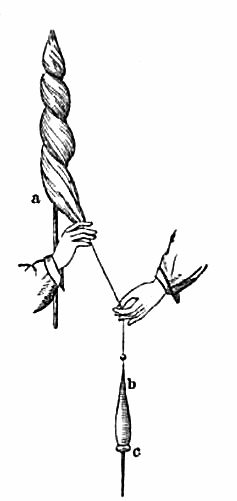
Filer avec une fusaïole (c) sur un fuseau (b) et quenouille (a)

Fuseau avec sa fusaïole en dessous du bobinage du fil.

Une fusaïole est un anneau de poids variable utilisé en filage comme accessoire du fuseau lors du filage.

## Étymologie
Le mot procède de l'italien fusaiolo « petit globe percé d'un trou qu'on introduit dans la partie inférieure du fuseau », nom commun masculin, féminisé en français et créé par Schliemann vers 1860-1870. Vers la même époque, certains archéologues les appelaient aussi des rouelles, terme général désignant divers objets ronds (rondelles). Le terme historique est peson (de fuseau) relevé dès 1244 en français au sens de « petit poids de 24 à 43 onces », puis en 1260 au sens spécialisé de « morceau de plomb fixé à l'extrémité du fuseau à filer » (Étienne Boileau, Livre des Métiers, 321 ds T.-L.), enfin au XIIIe siècle plus généralement au sens figuré de « balance à fléau ». C'est un dérivé de peser à l'aide du suffixe -on.
- formes bretonnes : poisieu (Morbihan), fuserole ; ur bizeu stein « un anneau d'étain » (Bretagne bretonnante) ;
- formes gasconnes : arrodèth (arroudet : (Gers, Landes) ; bérude (Landes) ; vertèlh[2] ; gohura (gouhure) et gohuròta (gouhurotte, en gascon des Landes)[3] ;
- formes générales de l'occitan : bertel ; berteil ; berdil ;  vertèth (bertetch, en gascon : Dordogne, Haute-Garonne, Landes).

## Deux poids, deux utilisations
Les fusaïoles les plus lourdes servent de volant d'inertie aux fuseaux. 

Les plus légères servent d'« anneau d'arrêt » : placées en bas du fuseau, elles servent de butée du fil ; placées en haut du fuseau, elles servent de "coince-fil".

## Matériaux utilisés
Les matériaux utilisés pour la fabrication de fusaïoles sont très divers : ambre, bois de cervidés, os, corail, verre, métal (fer, étain, plomb, alliages de plomb), bois (notamment de chêne), craie, calcaire, mudstone, grès, ardoise, stéatite, etc.

## Histoire
Les plus anciens outils connus considérés comme des fusaïoles sont des galets percés datant de 12 000 ans et pesant en moyenne 9 g, dont on a découvert une centaine sur un site natoufien proche du village d'Ein Gev, en Israël,.
Dans l'Antiquité, la « sphondylomancie » était un art divinatoire utilisant des fusaïoles. Elles ont aussi été utilisées comme supports de pratiques votives (avant la réalisation du souhait) ou en ex-voto.
En France, le rouet a détrôné le fuseau aux alentours de 1530 hormis dans l'ouest et le sud-ouest et l'on y trouve peu de fusaïoles postérieures à cette date. Les plus récentes datent d'environ 1930.

## Galerie

Europe
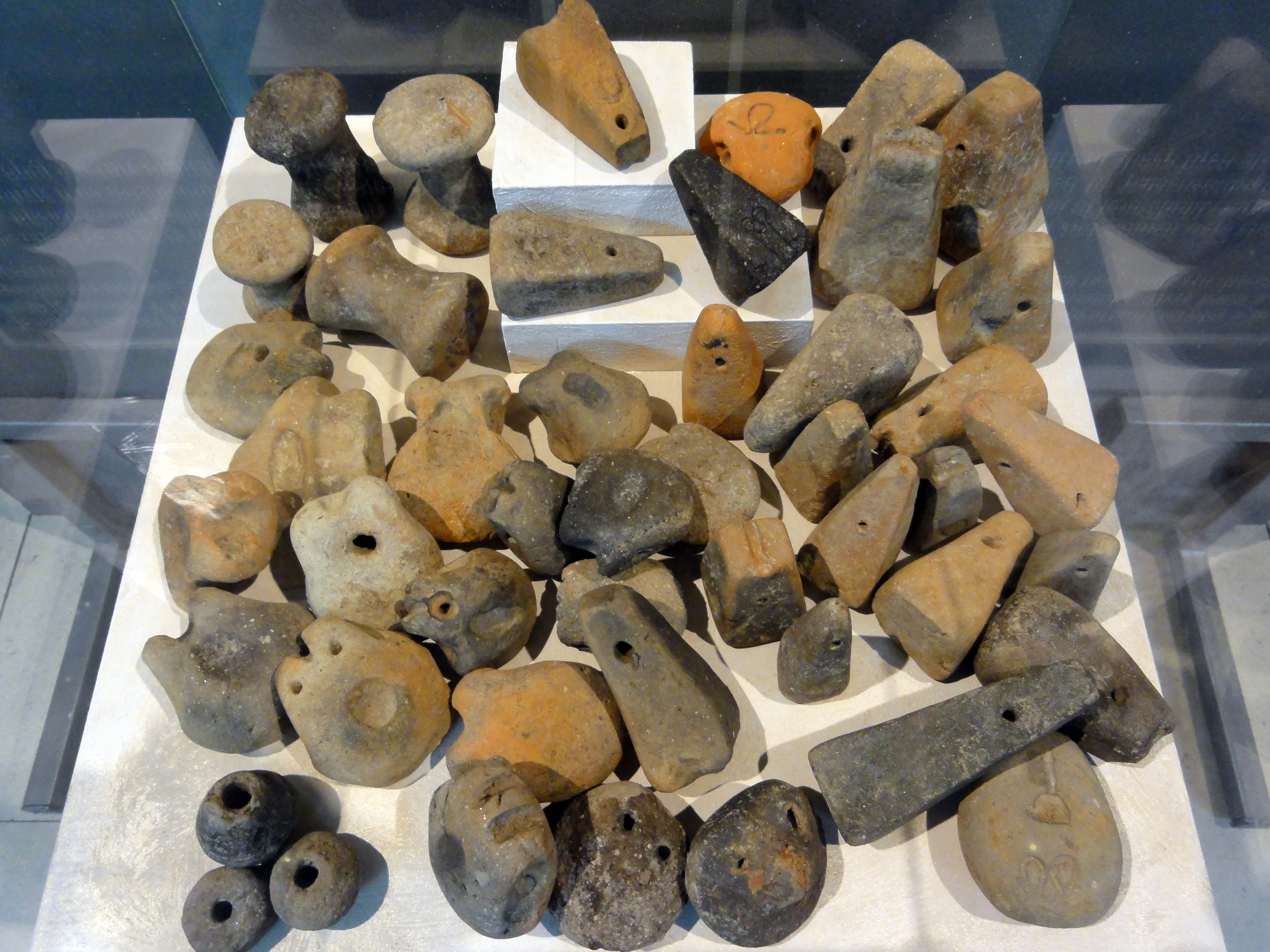
Fusaïoles en pierre. Musée national de Belgrade, Serbie
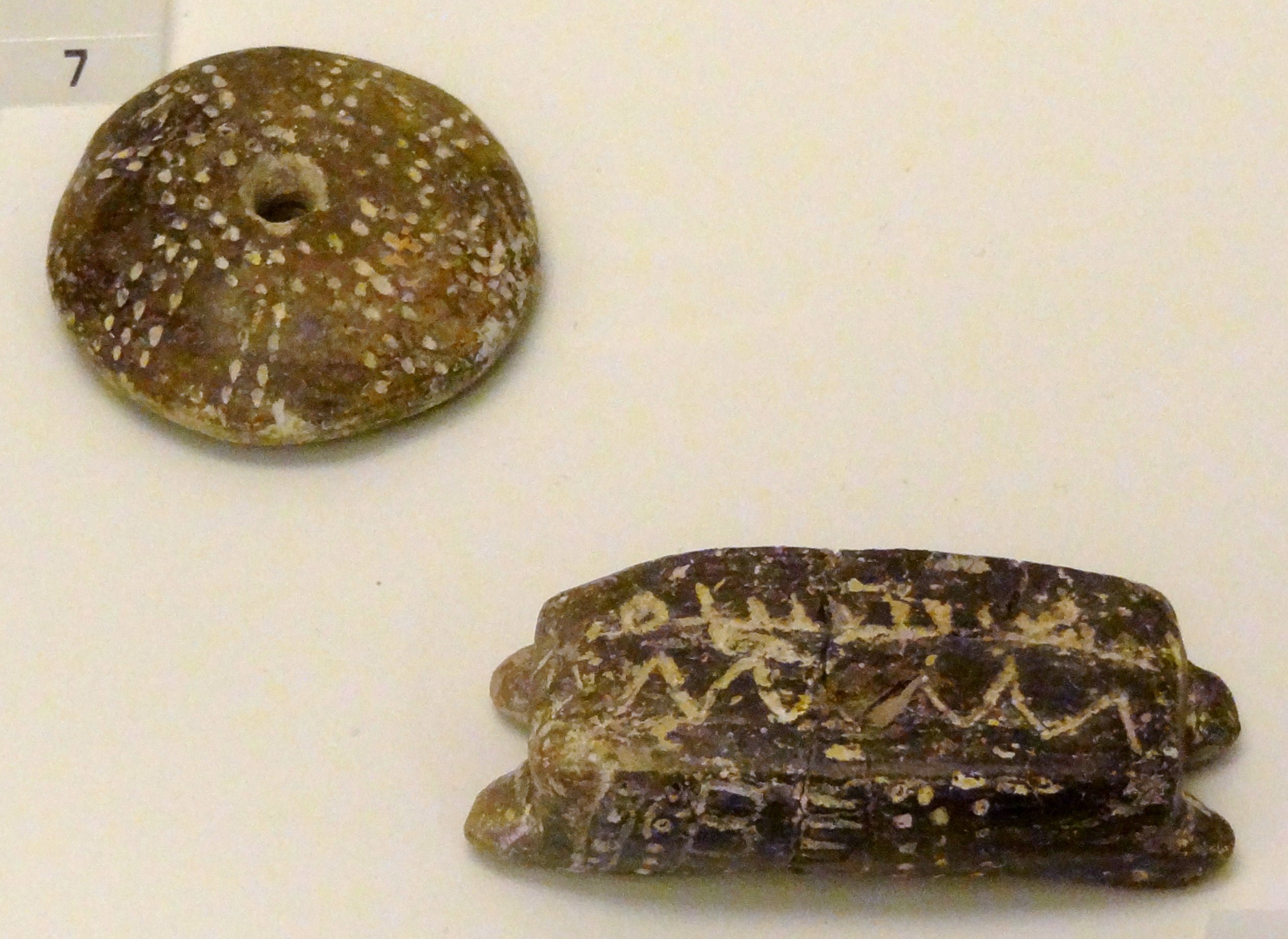
Fusaïole (en haut - décoration rappelant les lignes ambulacraires d'un test d'oursin) et navette (en bas) en terre cuite, Knossos, ~5 800–4 500 ans B.C. (Néolithique). Musée archéologique d'Héraklion, Crète, Grèce
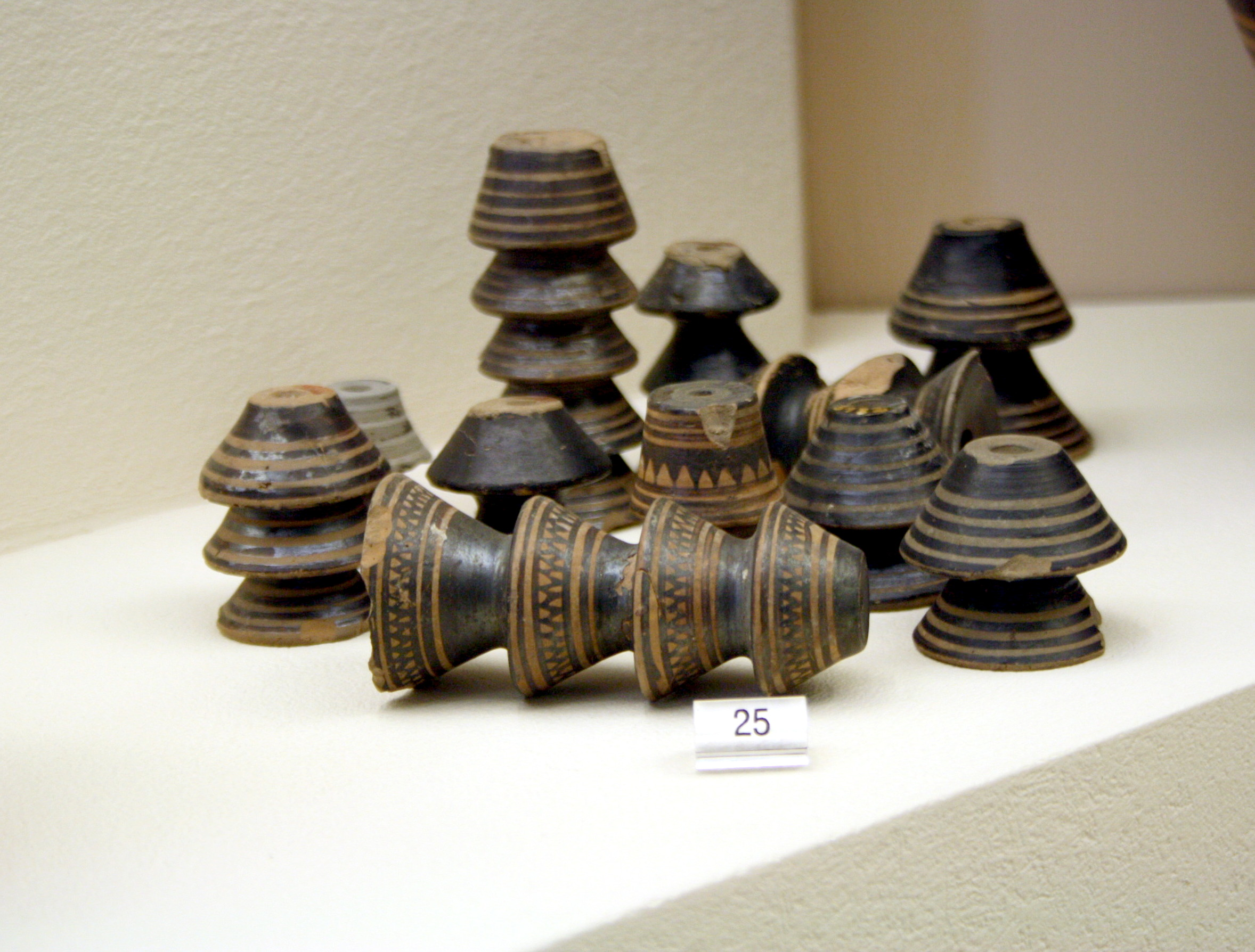
Fusaïoles en terre cuite, Grèce antique, Xe s. BC. Musée de Keirameikos, Athènes
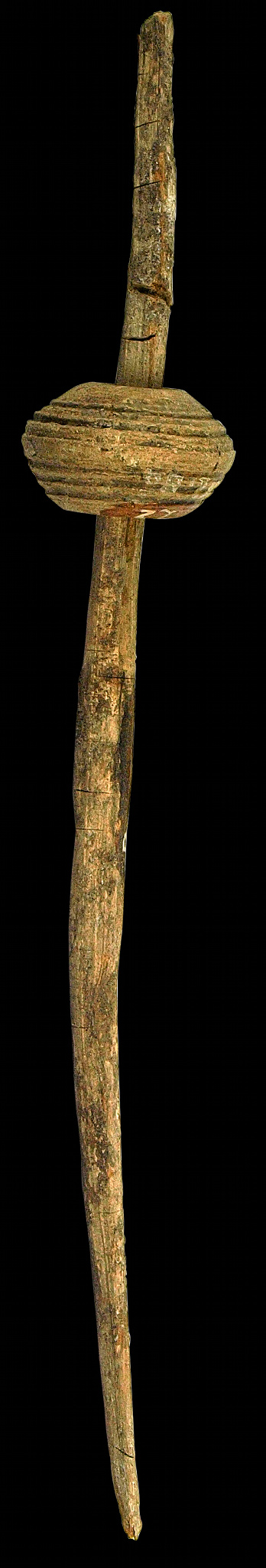
Fusaïole, Hallstatt (1200-500 B.C.), Hambourg, All.
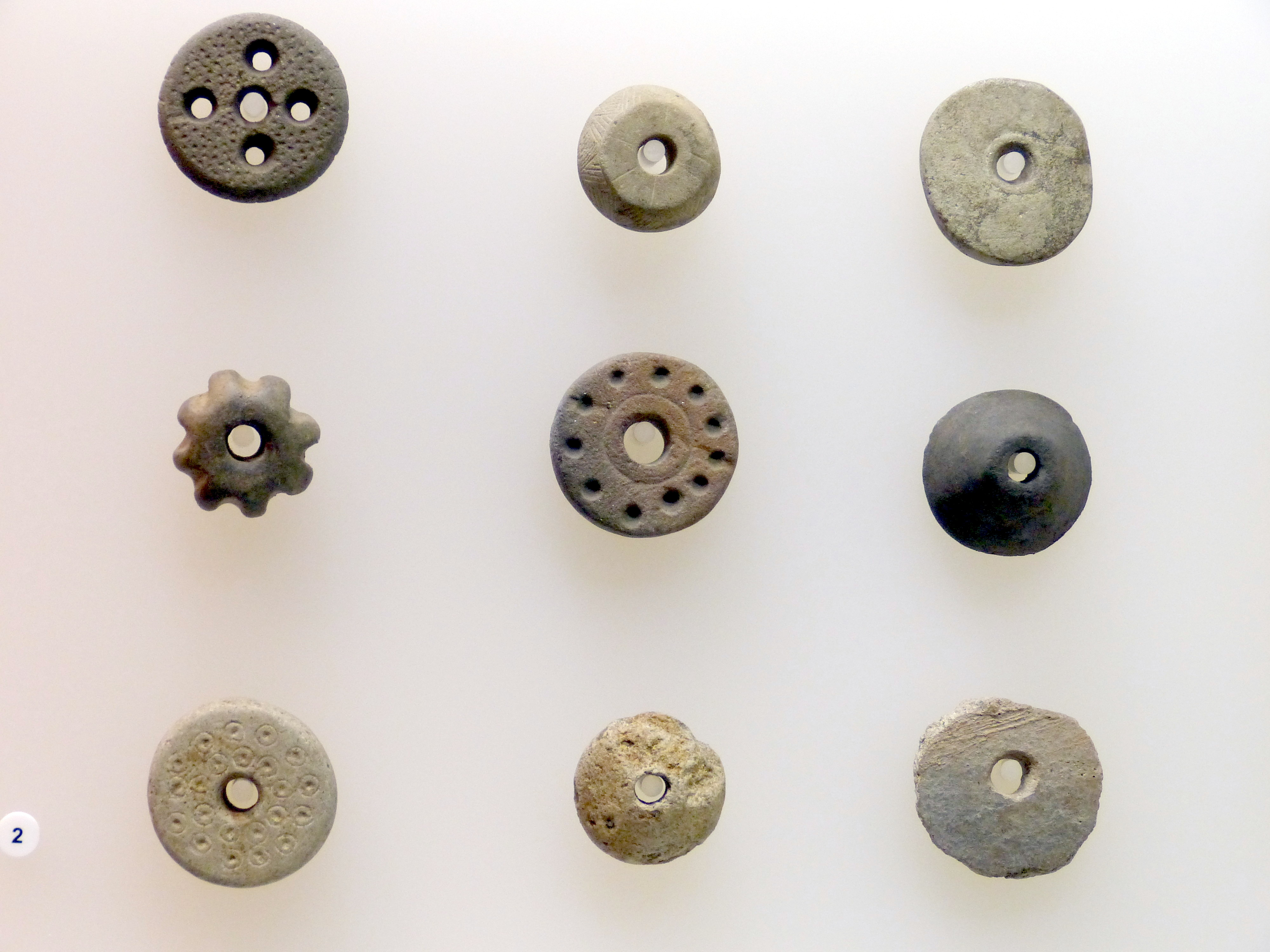
Fusaïoles, âge du fer. Musée du Brandenburg
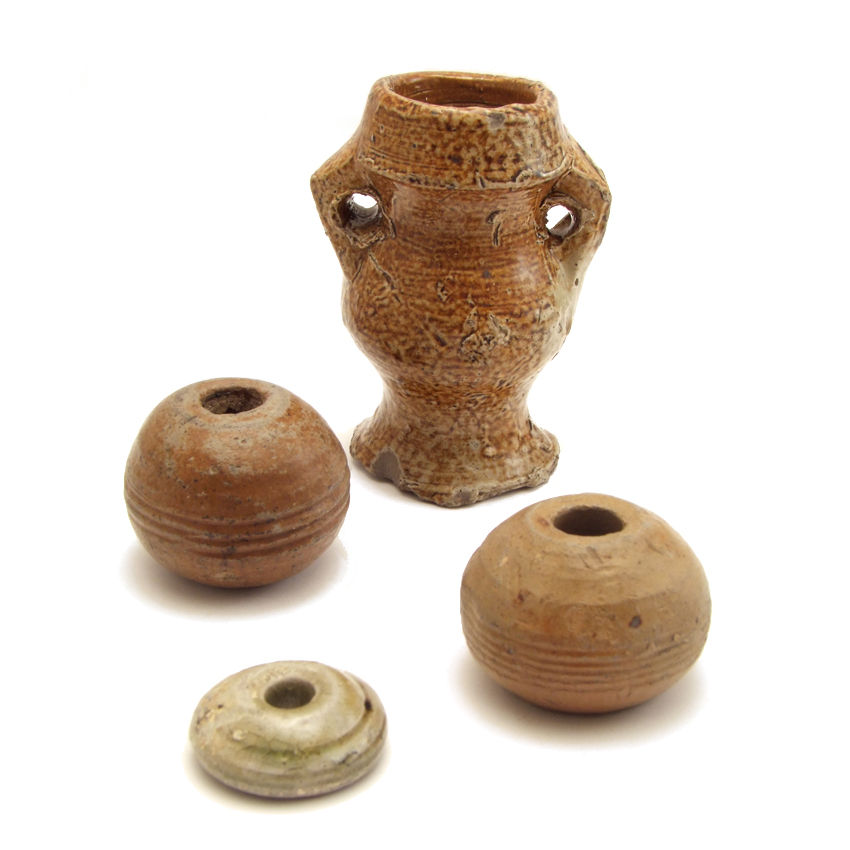
Trois fusaïoles du Moyen Âge
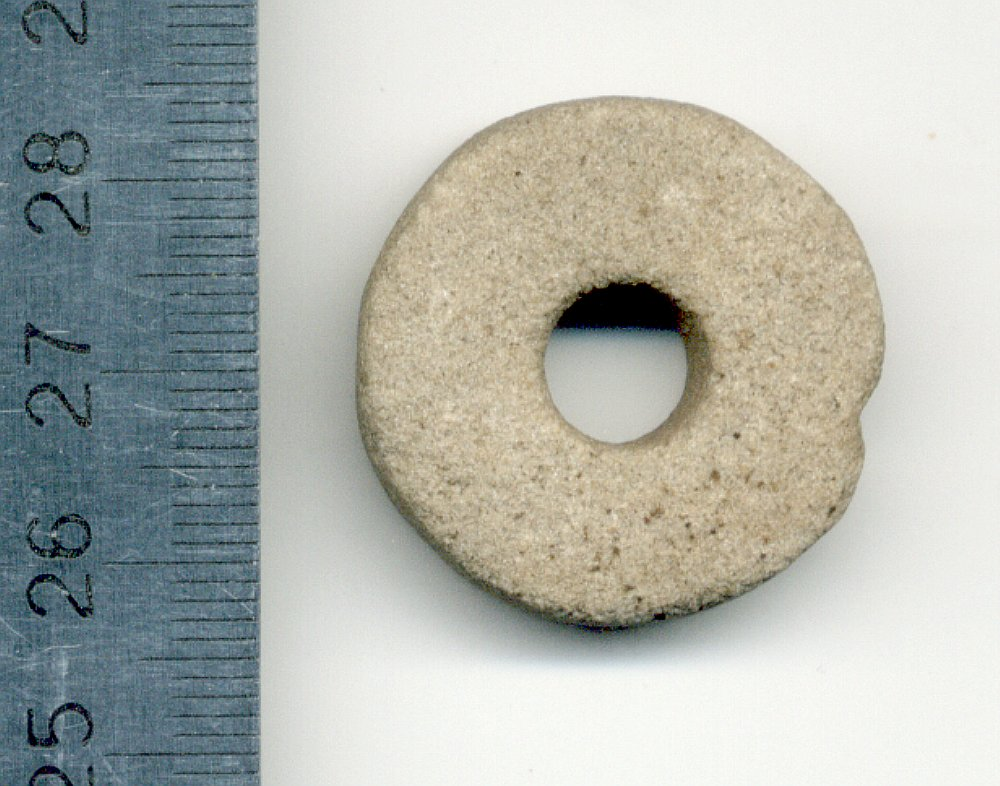
Fusaïole, Pologne, XIIe ou XIIIe s.
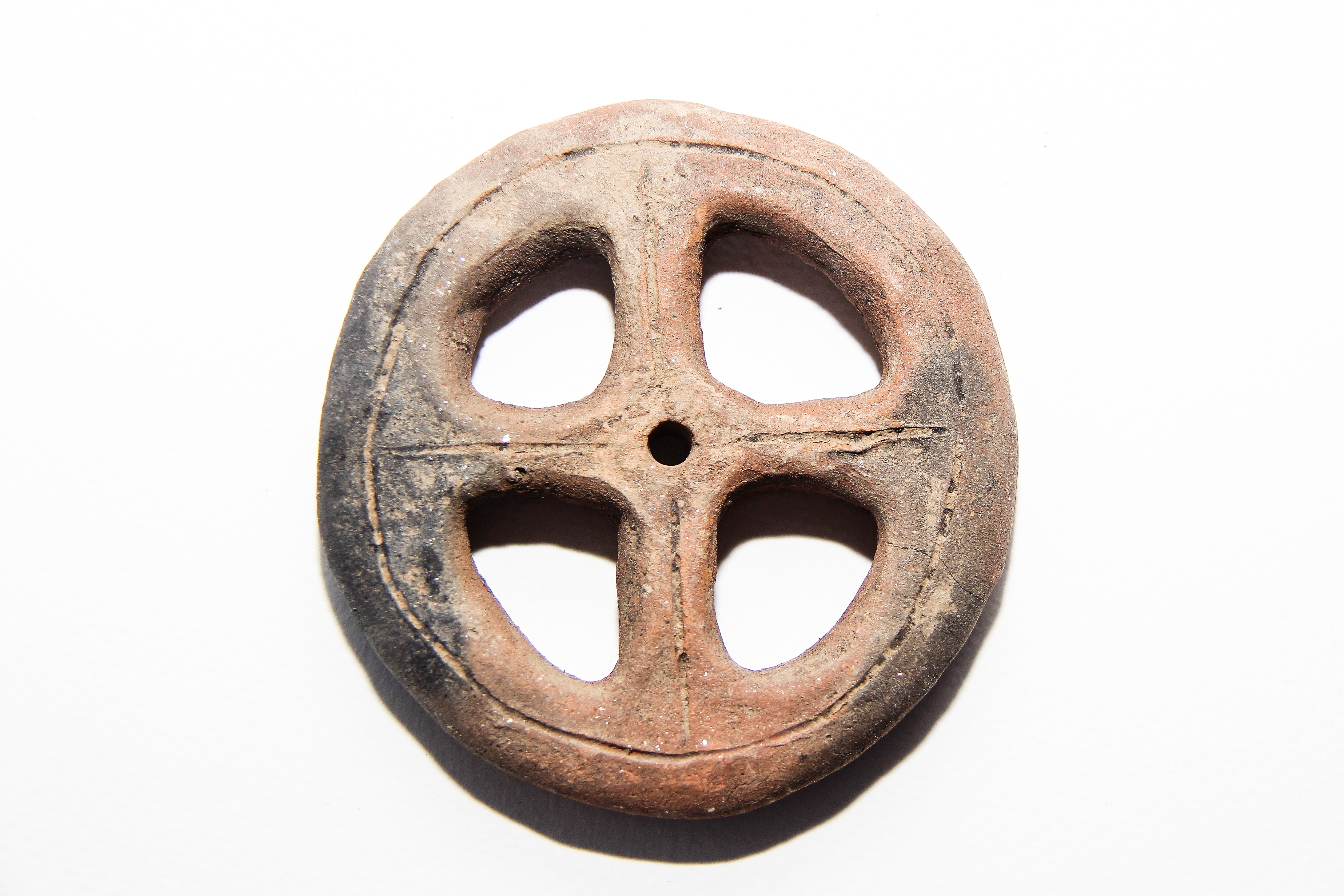
Fusaïole à rayons en terre cuite (diam. 5,5 cm), Hollande

Afrique
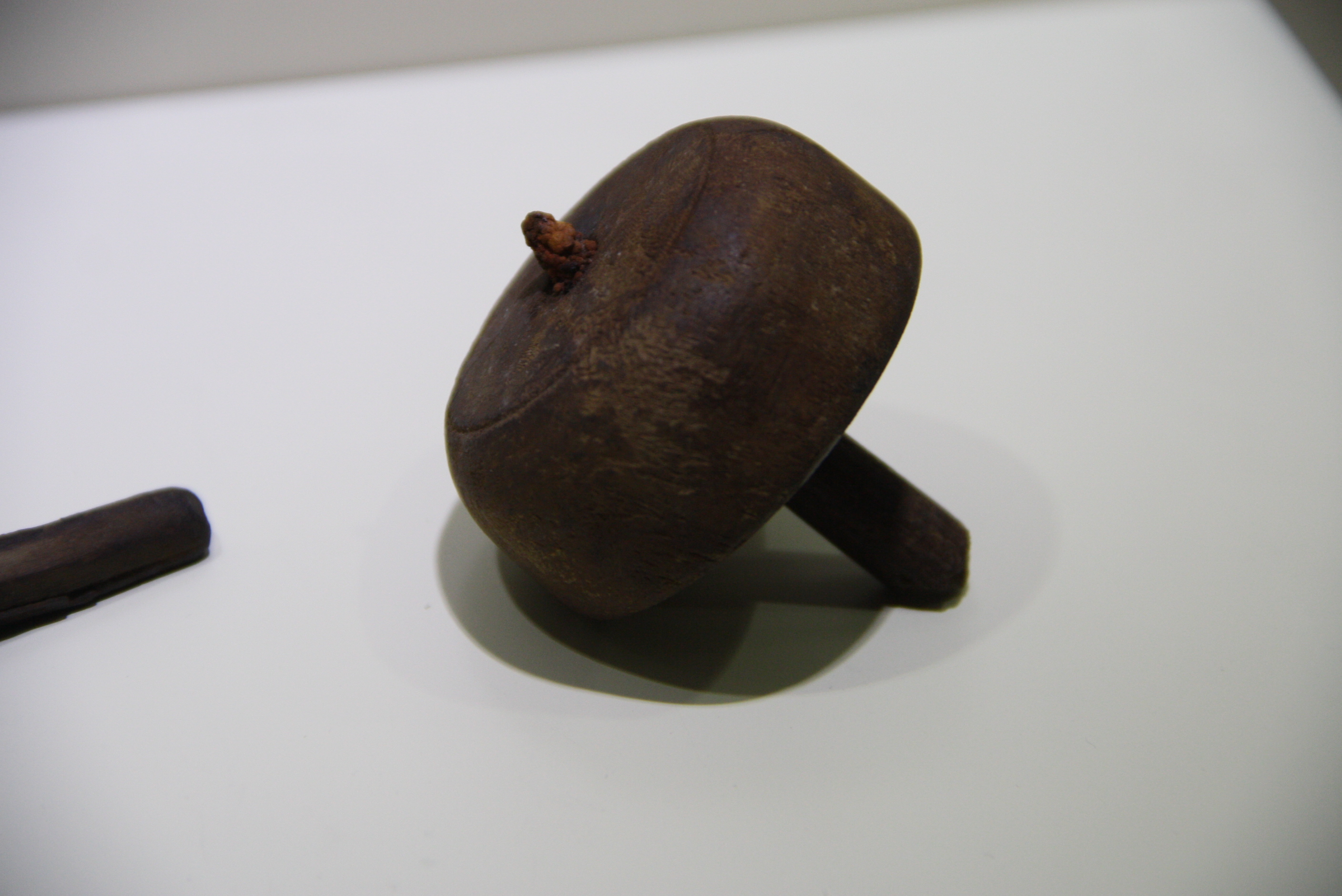
Fusaïole de Tebtinis (Égypte), Ve-IVe s. BC. Musée archéologique de Milan
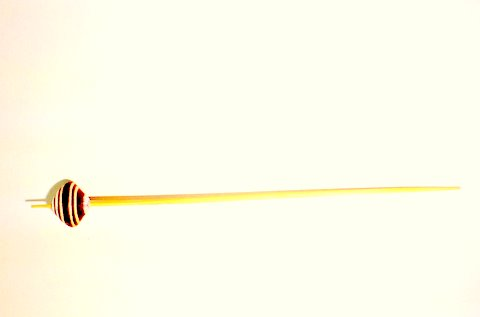
Fusaïole sur fuseau, Mali
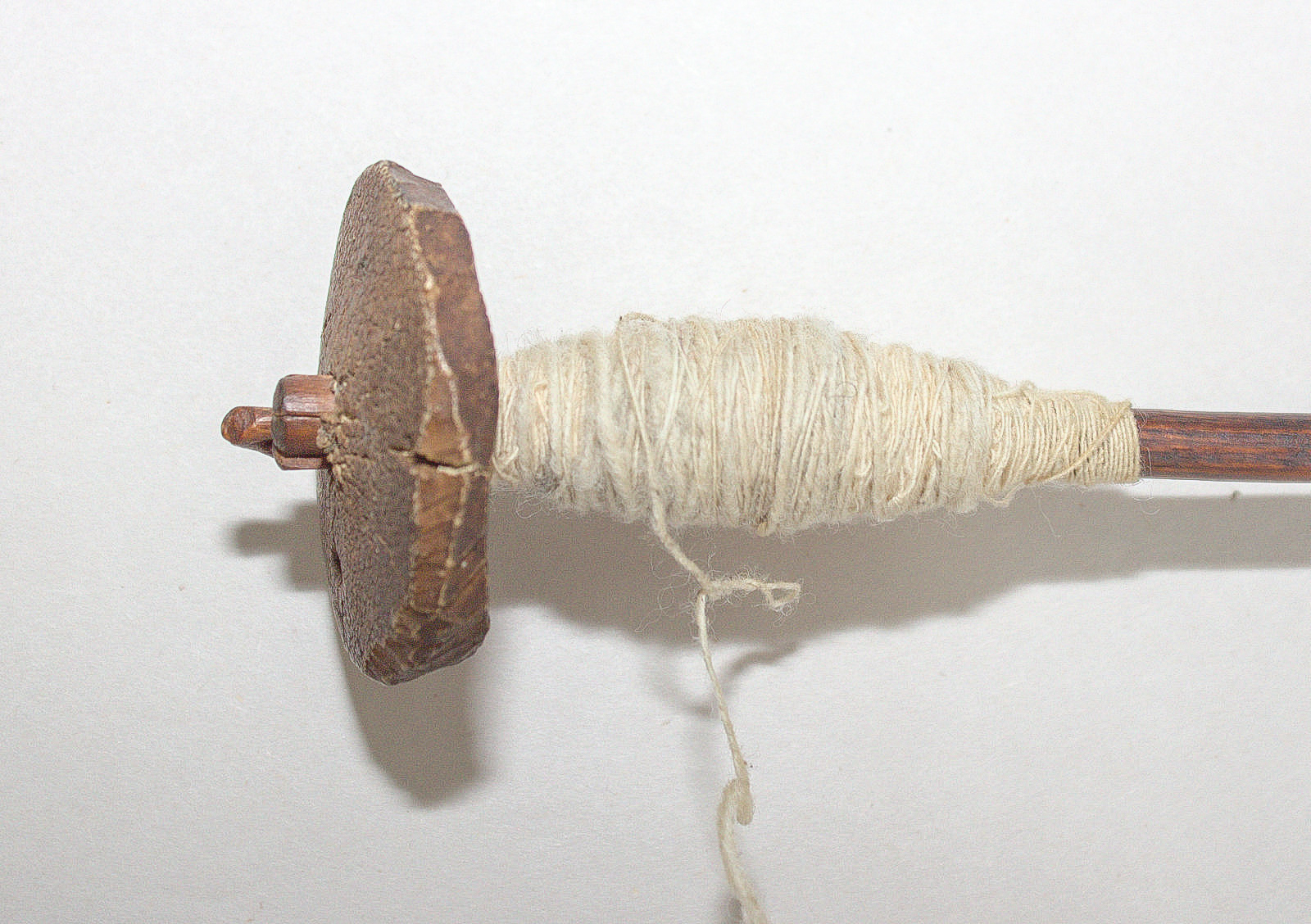
Fuseau en bois et fusaïole en os

Amériques
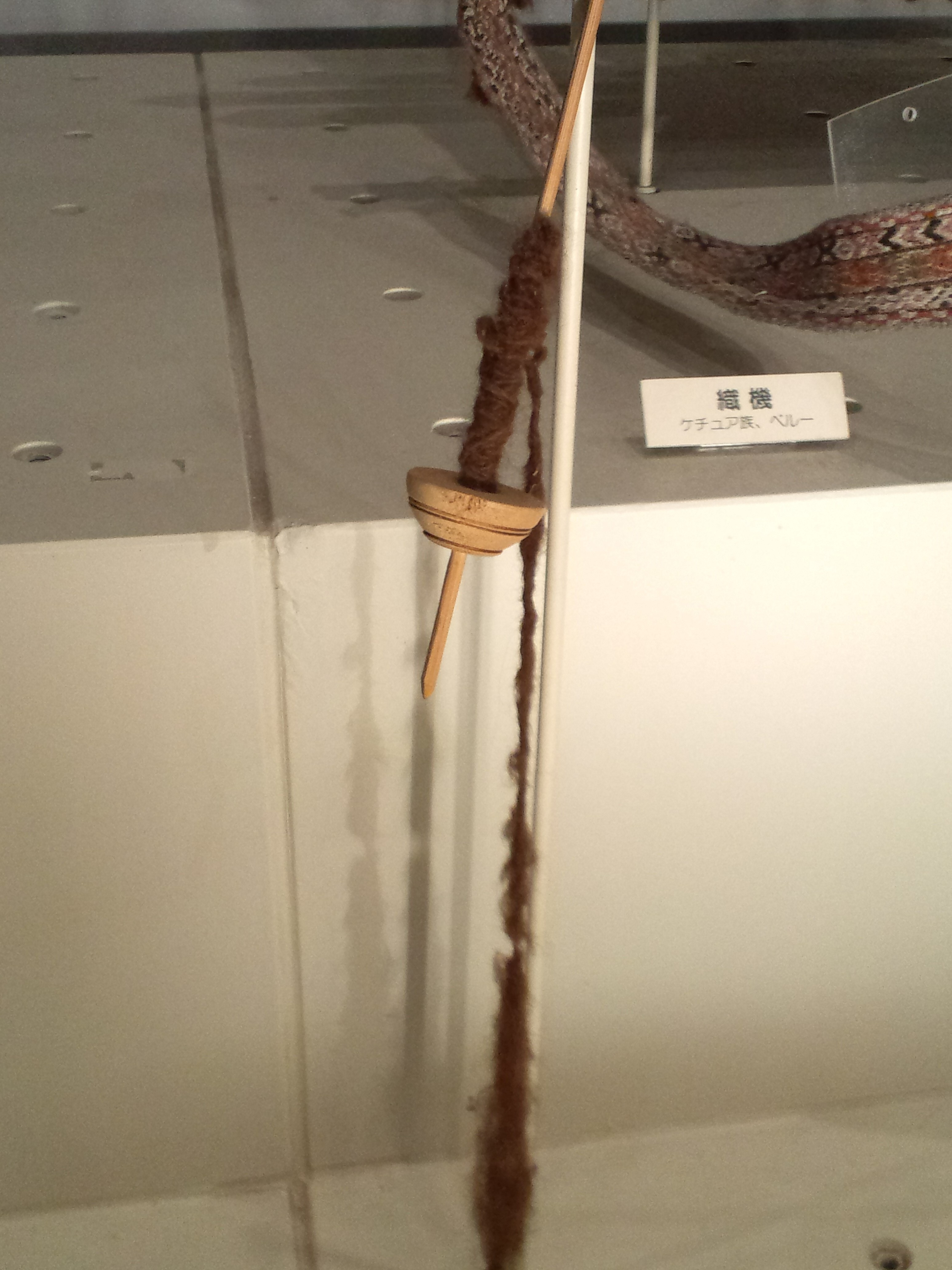
Fusaïole quechua sur fuseau, Pérou
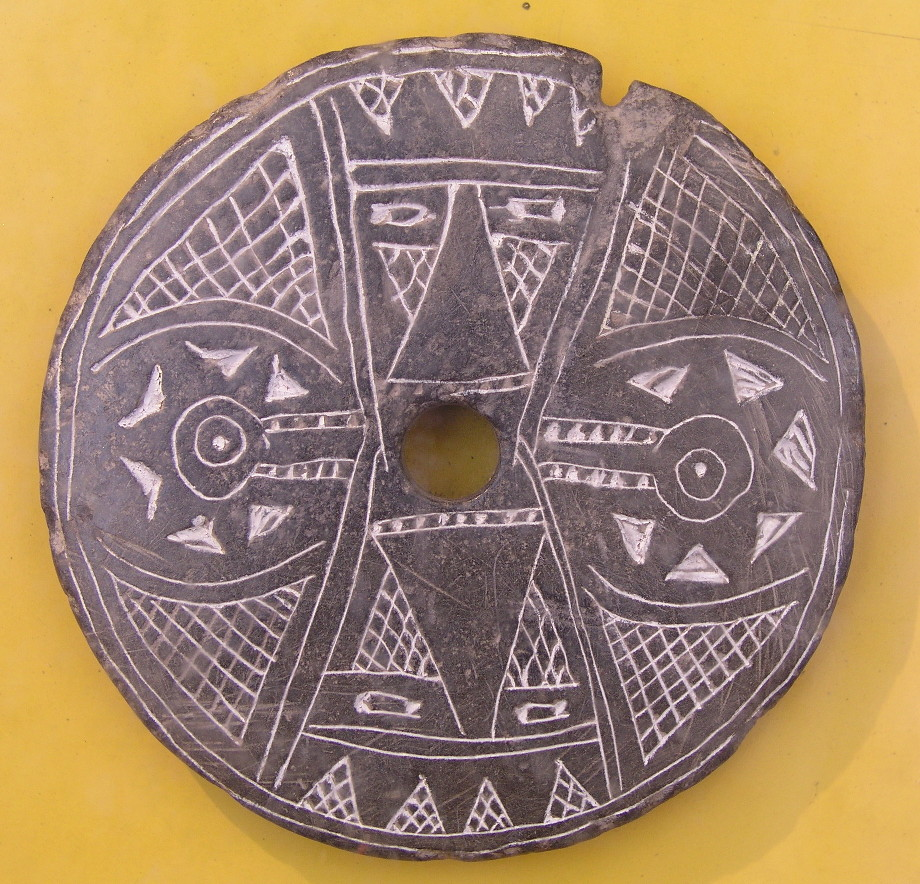
Fusaïole muisca (Ve-XVe s.). Musée archéologique (en), Sogamoso, Colombie
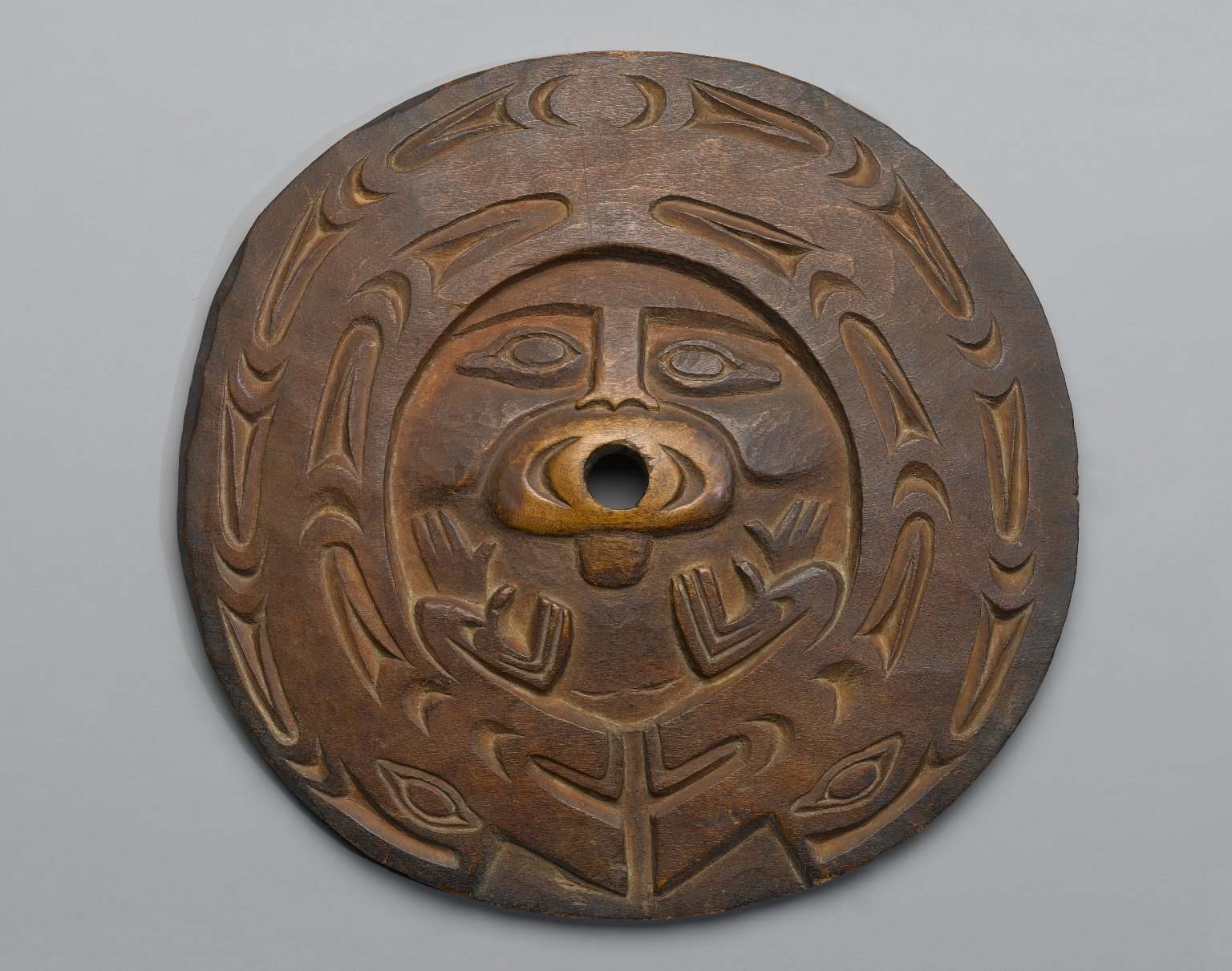
Fusaïole (Sulsultin[Quoi ?]), Chemainus, Salish de la côte (Amérindiens), XIXe s. Musée de Brooklyn
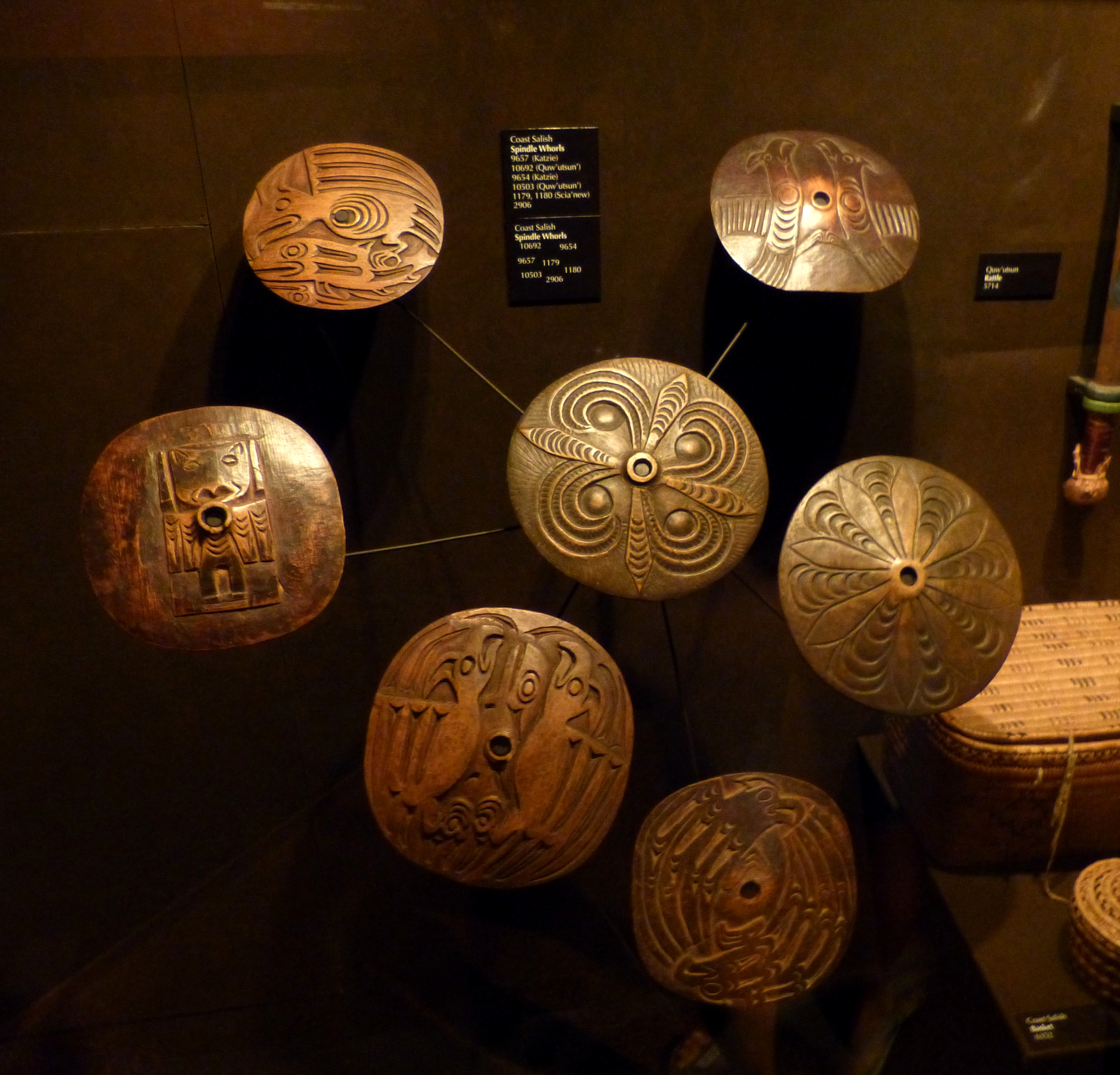
Fusaïoles, Salish de la côte. Musée royal de la Colombie-Britannique

Asie
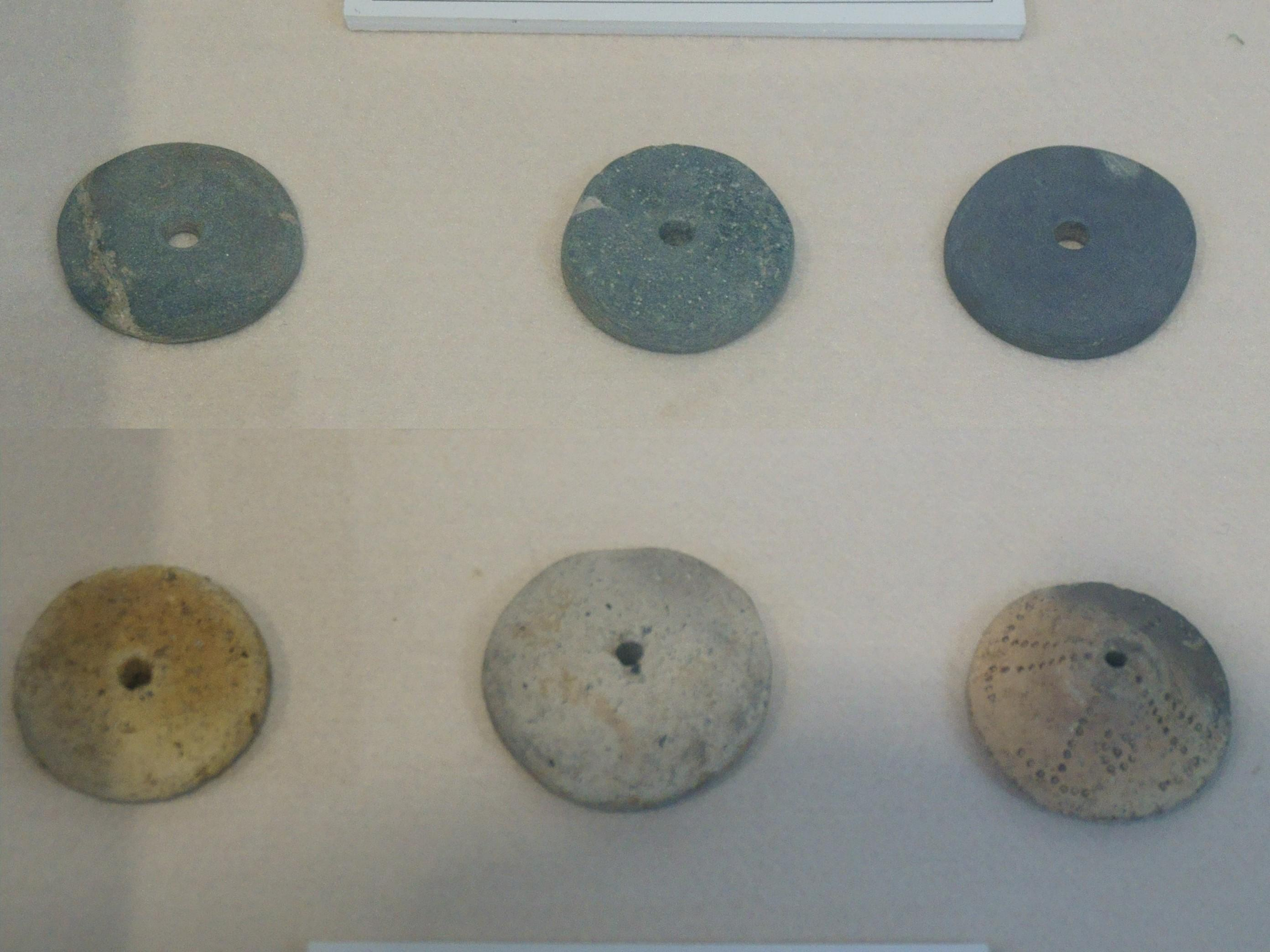
FusaÎoles en pierre (en haut) et en bois (en bas),  Yoshinogari, Saga, Japon